# 트라우저 프레스
트라우저 프레스(영어: Trouser Press)는 미국의 로큰롤 잡지로, 1974년 뉴욕에서 등사판 팬 잡지로 시작하였다. 편집자이자 출판인인 이라 로빈스, 더 후의 팬이었던 데이브 슐프스와 카렌 로즈가 트랜스오셔닉 트라우저 프레스(영어: Trans-Oceanic Trouser Press, 본조 도그 두다 밴드 노래 제목이자 영국의 TV 쇼 톱 오브 더 팝스의 두문자어)라는 이름으로 창간하였다. 1984년까지 96호를 발간했으며, 구독이 끝나지 않은 사람에게는 롤링 스톤의 자매지 레코드(영어: Record)가 대신 전해졌다.

## 역사
잡지가 본래 다루던 범위는 영국 밴드와 예술가였다. 초기 호에서는 "미국 유일의 영국 록 매거진"이라는 슬로건이 사용되었다. 초반에는 브라이언 이노 및 로버트 프립과 같은 아티스트 인터뷰와 음반 리뷰가 실려 있었다. 14호부터는 트라우저 프레스로 이름이 간략해졌고, 색을 넣고 광고가 삽입되었다.
1970년대 음악계가 변하면서 트라우저 프레스의 편집 초점도 바뀌었다. 1976년부터는 런던과 뉴욕에서의 펑크 운동 증가에 초점을 두었으며, 섹스 피스톨즈, 붐타운 래츠, 더 클래시, 댐드, 라몬즈, 텔레비전과, 이들과 비슷한 수많은 음악가들의 기사를 다른 미국 음악 출판물보다 일찍 제공했다. 1980년에는 미국 여러 지역에서의 음악 신을 다루는 칼럼 《아메리카 언더그라운드》를 실었다.
1980년대 초반까지는 대서양 양안의 뉴 웨이브, 얼터너티브 록, 언더그라운드 록만을 다루었다. 1982년부터는 플렉시 디스크가 동봉되었으며, 최종적으로 27개의 디스크가 나왔다. 시간이 지나면서 잡지의 부수가 늘어났기 때문에 원활한 운영이 되는 것처럼 보였지만, 편집자 로빈스는 1984년 4월호를 마지막으로 출판을 중단하였다. 작가진은 계속되지만 침체되어 있는 뉴 웨이브 신에 대한 관심 부족이 이유라고 전했다. 트라우저 프레스의 구독 기간이 남은 사람들에게는 롤링 스톤의 자매지 레코드를 대신 받았다.

## 이후
트라우저 프레스는 잡지 발행이 중단된 후에도 계속 진화하였다. 1983년, 로빈스가 편집한 《The Trouser Press Guide to New Wave Records》가 찰스 스크라이브너스 손스에서 출판되었다. 해당 책은 여러 해에 걸쳐 다양한 제목, 출판사와 함께 4번의 개정이 이루어질 만큼 인기가 많았으며, 1997년 《The Trouser Press Guide to '90s Rock》으로 정점을 찍었다. 최종판은 2천여 팀의 밴드와 8,500 장의 음반과 CD 리뷰가 들어 있다.